# Gustav Sandberg Magnusson
Gustav Sandberg Magnusson, född 3 februari 1992, är en svensk före detta fotbollsspelare (mittfältare) som spelade för IF Brommapojkarna.

## Karriär
Sandberg Magnusson började spela fotboll i IF Brommapojkarna som sexåring. Han gjorde allsvensk debut den 18 juli 2009 i en 3–1-förlust mot Kalmar FF, där han blev inbytt i den 82:a minuten mot Pablo Piñones-Arce. I april 2017 förlängde Sandberg Magnusson sitt kontrakt med tre år. I november 2019 förlängde han sitt kontrakt fram över säsongen 2022.
I augusti 2022 slog Sandberg Magnusson rekordet för flest spelade matcher för Brommapojkarna. Samma månad förlängde han även sitt kontrakt i klubben fram över säsongen 2024.

## Privatliv
Gustav Sandberg Magnussons bror Anton Sandberg Magnusson spelade tidigare även för IF Brommapojkarna. Hans morfar Gösta Sandberg är före detta landslagsman i bandy, ishockey och fotboll.